# 布海利法
36°36′52″N 5°05′14″E / 36.61444°N 5.08722°E

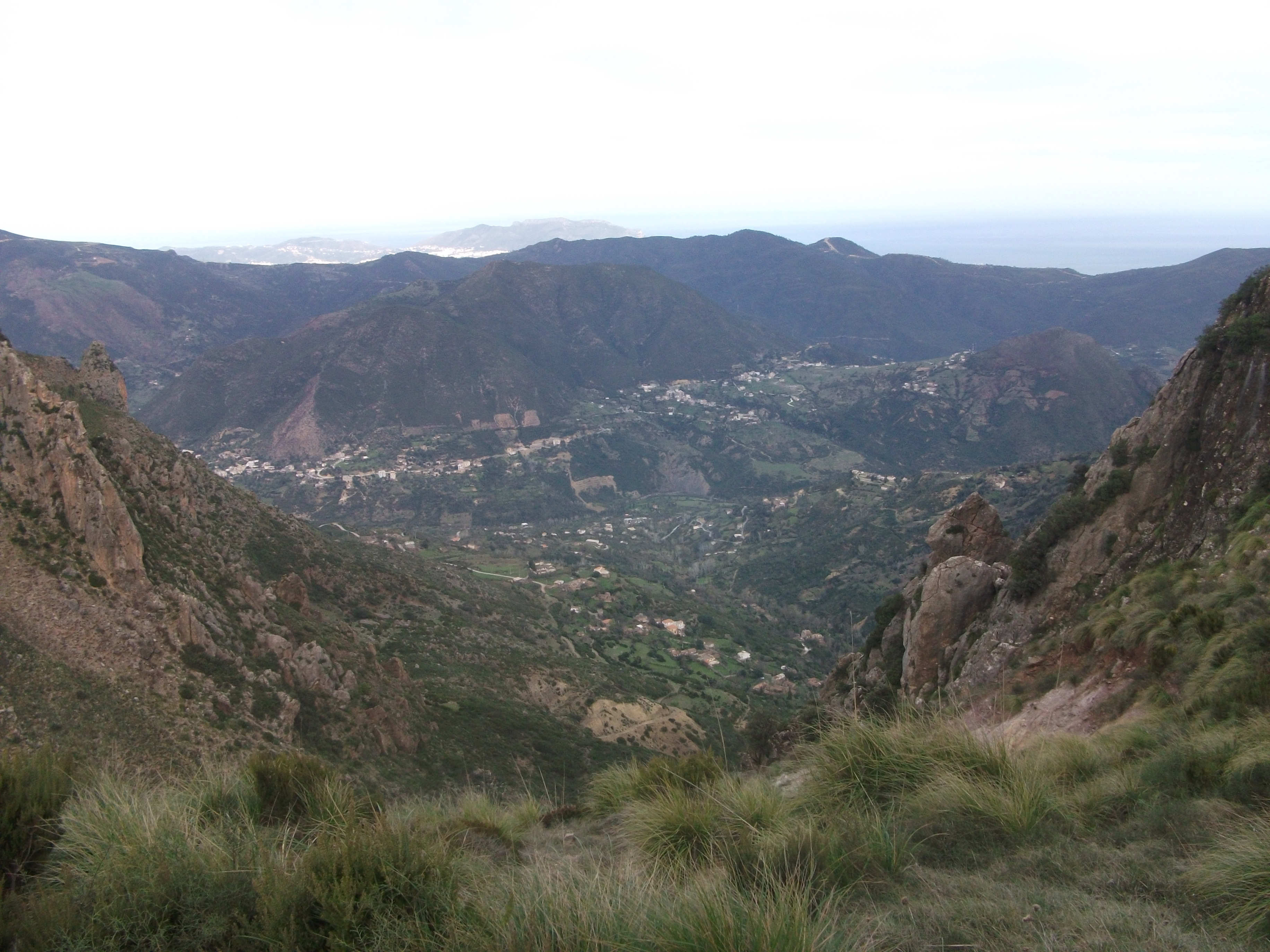
布海利法

布海利法（阿拉伯语：‎），是阿爾及利亞的城鎮，位於該國北部貝賈亞省，由提希區負責管轄，面積116平方公里，2008年人口8,766，人口密度每平方公里75人。